# Ann-Marie Orler
Karin Ann-Marie Orler, född 30 juni 1961, är en svensk polis. Orler har tidigare tjänstgjort som länspolismästare i Västmanlands län. Hon utsågs den 8 mars 2010 till chef över FN:s polisstyrka.
Orler blev 1998 utsedd till generalsekreterare i svenska Amnesty, men avgick bara sex månader senare efter intern kritik. Kritikerna menade att det var olämpligt att ha en polis som chef över organisationen då många flyktingar hade dålig erfarenhet av poliser från sina hemländer.